# Godolphin Stables
Godolphin Stables, även känt som Stanley House stables är ett häststall för fullblodshästar, verksamt inom träning och avel i Newmarket, Suffolk. Stallet har tränat och fött upp många framgångsrika galopphästar. Det är ett av de mest kända galoppstallen i världen och ägs och drivs för närvarande av Godolphin Racing, och är stallets verksamhet i Storbritannien, vilket även är landets största hästkapplöpningsverksamhet.

## Historia
Stallet grundades av Frederick Stanley, 16:e earl av Derby (som även gett namnet till Stanley Cup i NHL) 1903, och hade ursprungligen namnet Stanley House stables efter Lord Derbys närliggande hus. Stallet förvärvades av Godolphin Racing i april 1988 och döptes då om till Godolphin Stables, med huvudtränaren John Gosden i spetsen. Namnet hänvisar till den välkända hästen Godolphin Arabian, en av de första arabiska fullblodshästarna som importerades till Storbritannien.
Stallet fungerar nu som bas för Godolphins brittiska verksamhet.

## Grupp 1-vinnare
Hästar som tränats i stallet som har vunnit grupp 1-löp inkluderar:
- Swynford, vinnare av St. Leger (1910)
- Sansovino, vinnare av Epsom Derby (1924)
- Colorado, vinnare av 2000 Guineas (1926)
- Fairway, vinnare av St. Leger (1928)
- Hyperion, vinnare av Epsom Derby (1933)
- Quashed, vinnare av Epsom Oaks (1935)
- Tide-way, vinnare av 1000 Guineas (1936)
- Watling Street, vinnare av Epsom Derby (1942)
- Alycidon, vinnare av Ascot Gold Cup (1949)